# Manpower
ManpowerGroup Inc., tidigare Manpower, är ett amerikanskt multinationellt bemanningsföretag baserat i Milwaukee, Wisconsin. Det grundades av Elmer Winter 1948, och köptes upp av Blue Arrow i Storbritannien 1987, men blev återigen självständigt 1991. 2006 hade Manpower 4 400 kontor i 73 olika länder, och en total omsättning på 22 miljarder USD 2012. Företaget hade 31 000 anställda 2012 och arbetar med över 2,5 miljoner tillfälligt anställda varje år. ManpowerGroup är noterat på New York-börsen.

## ManpowerGroup Sverige
ManpowerGroup är det största bemannings- och rekryteringsföretaget i Sverige. Den svenska verksamheten helägs av det amerikanska moderbolaget.
ManpowerGroup Sverige består av: Manpower, Experis, Right Management och ManpowerGroup Solutions. ManpowerGroup Sverige har 12 000 medarbetare på mer än 50 orter och sätter 20 000 personer i jobb varje år i Sverige.
Den svenska delen av Manpower räknar sin historia tillbaka till Stockholms stenografservice som grundades 1953 av Ulla Murman, en pionjär inom så kallad personaluthyrning i Sverige. Från 1936 till 1993 var vinstdrivande arbetsförmedling, inklusive personaluthyrning, förbjudet i Sverige, vilket begränsade bemanningsföretagens verksamhet. Stockholms stenografservice var inblandade i flera juridiska strider gällande gränserna för förbudet. Ulla Murman sålde sitt företag, som därefter döptes om till Teamwork, och som därefter såldes till amerikanska Manpower 1996.